# 高額当選しちゃいました
高額当選しちゃいました（こうがくとうせんしちゃいました）は、第35回フジテレビヤングシナリオ大賞受賞作品。また、この脚本を原作とする木戸大聖主演の単発ドラマが、2024年3月23日の15時30分 - 16時30分（JST）にフジテレビで放送された。

## あらすじ
施設で幼い頃からともに育った4人の青年。24歳になった現在も仲が良く、シェアハウスで共同生活をしている。毎年年末に宝くじを共同購入している。ある年、1等7億円が当選して大喜びする4人。しかし、翌朝、当たりくじは忽然と消えてしまっていた。

## キャスト
新条彰
演 - 木戸大聖（幼少期：岡崎琉旺）
マジシャンになるのが夢。4人のリーダー的存在。
川上潤
演 - 山下幸輝（幼少期：渡部虎ノ介）
歌手になるのが夢。まっすぐな性格でムードメーカー。
今川優人
演 - 西垣匠
芸術家になるのが夢。温厚でおとなしい。
春日司
演 - 豊田裕大
歯に衣着せぬ発言が特徴。一匹狼タイプ。

## スタッフ
- 脚本 - 阿部凌大[1]
- 演出 - 柳沢凌介[1]
- 音楽 - 伊藤翼[1]
- 主題歌 - 「僕の心」PEOPLE 1[1][5]
- 制作プロデューサー - 有賀聡[1]
- プロデュース - 足立遼太朗[1]
- 制作協力 - ケイファクトリー [1]
- 制作著作 - フジテレビジョン[1]